# Ramón Escuti
Ramón Escuti Díaz (20 de diciembre de 1820 - 1915) fue un destacado político, empresario de minas y hacendado Chileno de origen cántabro, considerado un "prócer de Atacama"en la época de la "Fiebre de la plata en Chile". Nacido en el seno de la aristocracia copiapina, Escuti dejó un legado significativo a través de su dedicación al bienestar y servicio de la región de Atacama.

## Biografía
Ramón Escuti Díaz era hijo del español Santiago de Escuti Lirimonte y Quintana y la dama criolla Mercedes Díaz Vallejo. Casado con Amelia Orrego Ovalle, fue padre de los destacados "hermanos Escuti Orrego": Santiago, Carlos, Ramón,Alfredoy Elvira.A lo largo de su vida, demostró ser un hombre culto y filántropo,evidenciado por sus contribuciones a la educación al establecer escuelas públicas y su altruismo al donar su hacienda para la construcción del hospital de Copiapó. 

### Carrera Política y Social
Escuti desempeñó roles prominentes en la política local y regional, destacándose como intendente de Atacama y alcalde de la Ilustre Municipalidad de Copiapó en varios periodos. Su gestión se caracterizó por el progresismo y la implementación de políticas sociales que beneficiaron el desarrollo de la región.Fue uno de los fundadores del "Partido Nacionall", una fuerza política liberal y secular. En efecto, Ramón Escuti desempeñó un papel crucial en la configuración del panorama político de Atacama.

##### Legado y Reconocimientos
Hasta su fallecimiento en 1915, Ramón Escuti Díaz vivió rodeado del respeto y la estima de sus conciudadanos.Sus contribuciones al desarrollo educativo y sanitario, así como su liderazgo político, fueron importantes para la historia de Atacama. Es especialmente recordado por ser el fundador del Partido Nacional en la región y ocupar el cargo de presidente vitalicio de dicha organización.